# Миловидов, Николай Николаевич (архитектор)
Николай Николаевич Миловидов (1877, Семипалатинск — 27 июля 1938) — видный архитектор Астрахани начала XX века. Автор ряда жилых районов города 1920-30-х годов.

## Биография
Родился в 1877 году в городе Семипалатинске в семье военного врача, поэтому семья часто переезжала из города в город.
В 1897 году окончил 6 классов Киевского реального училища, затем 2 дополнительных класса в Новозыбковском реальном училище. После поступает в Институт гражданских инженеров в Санкт-Петербурге и в 1904 году получает диплом и звание гражданского инженера с правом производить работы по гражданско-строительной и дорожной частям. Его первым проектом стала инженерная разработка доходного дома, проект которого создал архитектор Фёдор Лидваль. Сотрудничество с этим мастером сказалось и на последующем творчестве Н. Миловидова.
В декабре 1906 года был утверждён в должности младшего инженера при Астраханском губернском правлении.
В 1907 году вместе с супругой Марией Соколовой, дочерью основателя Астраханской глазной лечебницы Н. С. Соколова, переезжают в Астрахань. Вся дальнейшая жизнь будет связана с этим городом.
До революции занимал должность городского архитектора в Губернском правлении.
После революции был преподавателем в Астраханском РыбВТУЗе.
Заведовал Архитектурно-планировочной мастерской при Астраханском Горсовете. В этот период созданы и реализованы проекты застройки кварталов рабочих поселков при судоремонтном комбинате имени III-го Интернационала, судоремонтном заводе им. Ленина, судоремонтном заводе им. Сталина, судоремонтном заводе им. Кирова и другие.
10 февраля 1938 года был арестован по сфабрикованному делу учителей. 27 июля 1938 года Николай Николаевич Миловидов был приговорен к расстрелу и в тот же день расстрелян как враг народа. Место его погребения неизвестно. На следующий день, 28 июля была арестована его жена, её сослали в Казахстан, на рудник Актау. Ссылку ей удалось пережить, реабилитирована в 1943 году.
В 1957 году посмертно реабилитирован.

### Семья
Жена — Мария Ниловна Соколова (1884, Астрахань — 1973), учительница французского языка, библиотекарь. Дочери Варвара и Людмила.

## Проекты и постройки

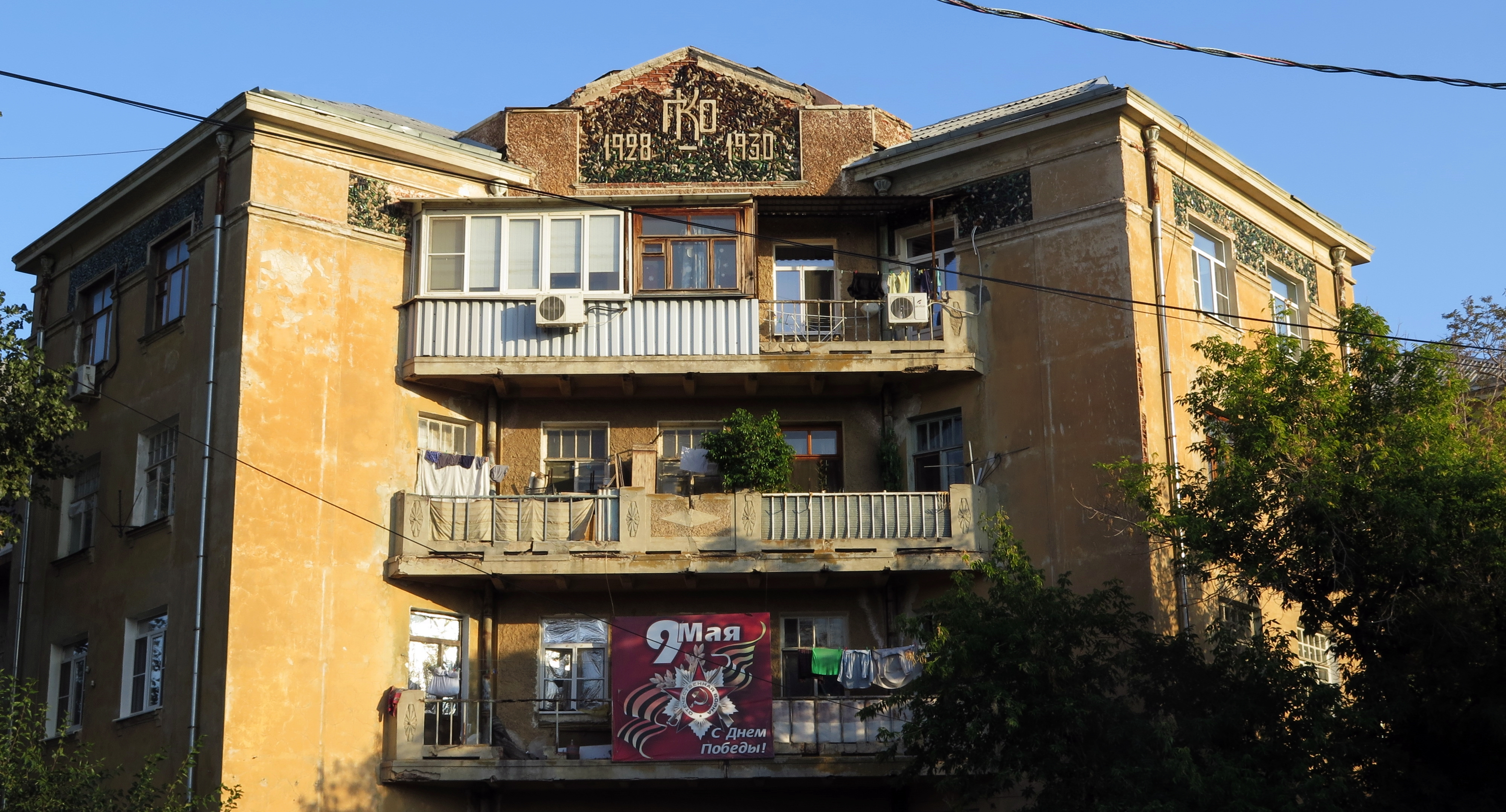
Дом ГКО. Ул. Эспланадная, 36

- Азовско-Донской Коммерческий банк  памятник архитектуры совместно с Ф. И. Лидвалем (1910, ул. Никольская, 3);
- Цветочный магазин Г. Е. Нюнина (1909, ул. Свердлова, 52);
- Водопроводная и электрическая станция с башней на Форпосте  памятник архитектуры (1910—1911, ул. Оленегорская, 16-18);
- Дом Мизинова (1917, ул. Кирова, 5)[7];
- Жилой дом Городского Коммунального Отдела  памятник архитектуры или здание первых советских пятилеток (1928—1930, ул. Эспланадная, 36 / Щелгунова, 9 / ул. Молодой Гвардии 15, лит. А);

## Память
- 18 января 2021 года на стене дома ГКО по ул. Эспланадная 36 была установлена мемориальная доска[8].
- 14 мая 2021 года на доме Мургузова, где жил архитектор, установлена мемориальная табличка в рамках проекта «Последний адрес»[9].
- В рамках проекта dvorast выпущены два металлических значка по творчеству архитектора — дом ГКО и цветочный магазин Нюнина[10].